# 原野駅
原野駅（はらのえき）は、長野県木曽郡木曽町日義原野にある、東海旅客鉄道（JR東海）中央本線の駅である。

## 歴史
- 1955年（昭和30年）4月21日：国鉄中央本線の宮ノ越 - 木曽福島間に新設開業[1]。旅客営業および荷物扱い[2]。
- 1959年（昭和34年）3月30日：行き違い設備を設置[3]。
- 1982年（昭和57年）2月26日：業務委託駅となる[4]。
- 1984年（昭和59年）
  - 2月1日：荷物扱い廃止[2]。
  - 10月1日：業務委託駅から無人駅となる[5][6][7]。
- 1987年（昭和62年）4月1日：国鉄分割民営化により東海旅客鉄道（JR東海）の駅となる[8]。

## 駅構造

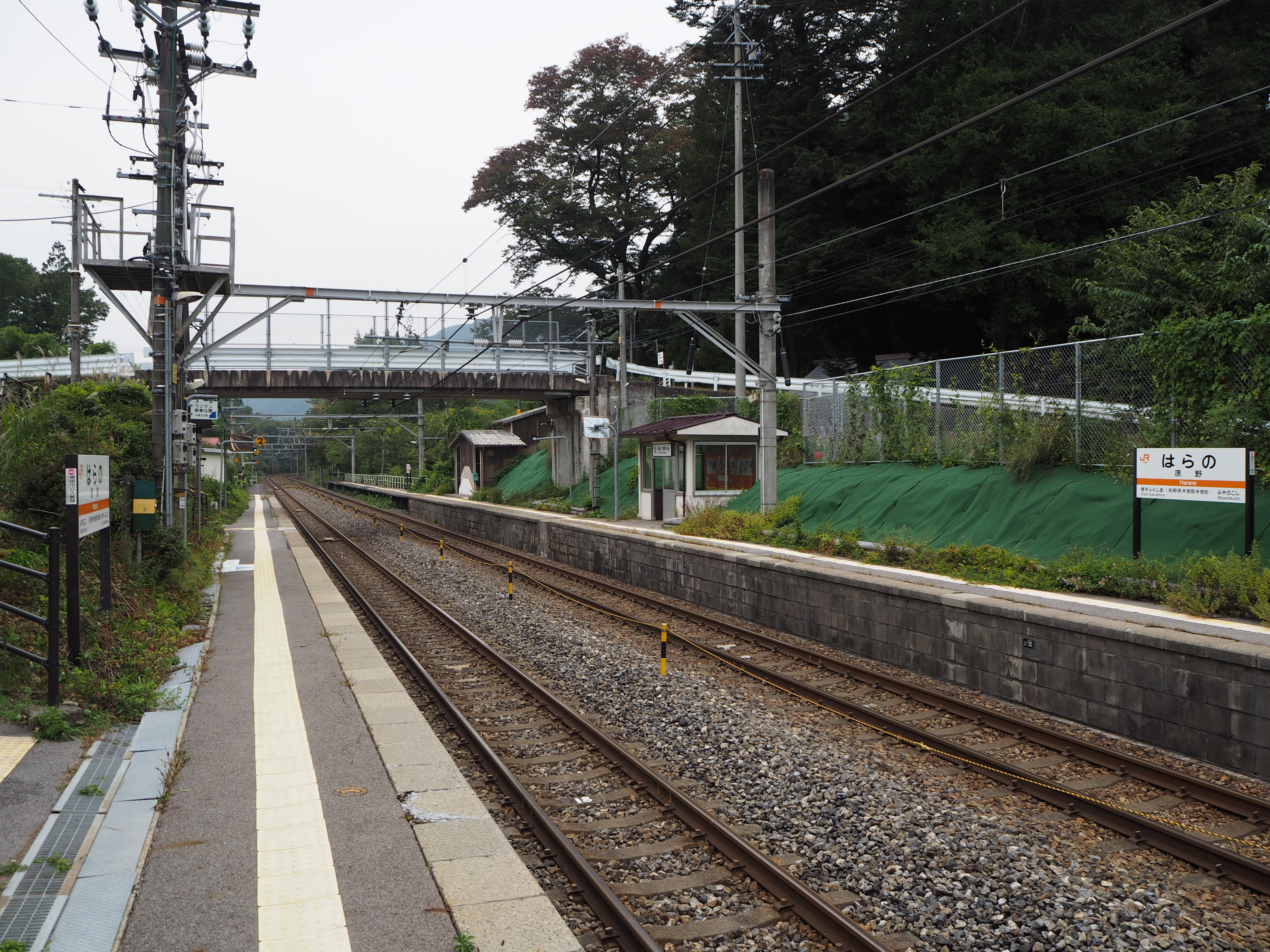
ホーム（2015年10月）

相対式ホーム2面2線を有する地上駅。木造駅舎を有する。宮ノ越方単線、木曽福島方複線の交換可能駅で、木曽福島駅管理の無人駅である。名古屋方面ホームから階段またはスロープを上がると、駅舎とトイレがある。構内踏切等はないため、塩尻方面は、駅舎を通らず、公道の跨道橋を渡り、階段を下りてホームに降りる。塩尻方面のホームには小さな待合室がある。

### のりば
| 番線 | 路線        | 方向 | 行先               |
| ---- | ----------- | ---- | ------------------ |
| 1    | CF 中央本線 | 上り | 中津川・名古屋方面 |
| 2    | CF 中央本線 | 下り | 塩尻・長野方面     |

## 利用状況
1日平均の乗車人員は以下の通りである。
| 年度               | 1日平均 乗車人員 | 出典               |
| ------------------ | ---------------- | ------------------ |
| 2007年（平成19年） | 68               | [ 1 ]              |
| 2008年（平成20年） |                  |                    |
| 2009年（平成21年） | 57               | [ 1 ]              |
| 2010年（平成22年） | 64               | [ 5 ] [ 県統計 2 ] |
| 2011年（平成23年） | 76               | [ 県統計 3 ]       |
| 2012年（平成24年） | 76               | [ 県統計 4 ]       |
| 2013年（平成25年） | 77               | [ 県統計 5 ]       |
| 2014年（平成26年） | 63               | [ 県統計 6 ]       |
| 2015年（平成27年） | 63               | [ 県統計 7 ]       |
| 2016年（平成28年） | 57               | [ 県統計 8 ]       |
| 2017年（平成29年） | 52               | [ 県統計 9 ]       |
| 2018年（平成30年） | 50               | [ 県統計 10 ]      |
| 2019年（令和元年） | 43               | [ 県統計 11 ]      |
| 2020年（令和02年） | 42               | [ 県統計 12 ]      |
| 2021年（令和03年） | 30               | [ 県統計 1 ]       |

## 駅周辺
- 原野林業センター
- 明星岩
- 原野八幡宮[1]
- 国道19号
- 道の駅日義木曽駒高原[1]
- 旧中山道（駅から100mほどの所に中山道中間点の碑がある）

## 隣の駅
東海旅客鉄道（JR東海）
CF 中央本線
宮ノ越駅 - 原野駅 - 木曽福島駅 (CF30)